# Штучні транспортні споруди
Штучні споруди  — інженерні споруди, призначені для руху транспортних засобів і пішоходів через природні та інші перешкоди, а також сталого функціонування автомобільної дороги (мости, шляхопроводи, естакади, віадуки, тунелі, наземні та підземні пішохідні переходи, наплавні мости та поромні переправи, розв'язки доріг, підпірні стінки, галереї, уловлювальні з'їзди, снігозахисні споруди, протилавинні і протисельові споруди тощо).
Штучні споруди — сукупність будівель, що заміняють земляне полотно на перетині з різними перешкодами або таких, що доповнюють його з метою посилення захисту від несприятливих зовнішніх впливів, явищ природи тощо. До штучних споруд належать мости,віадуки, шляхопроводи, естакади, водопропускні труби, тунелі, галереї, підпірні стінки тощо.
Штучні споруди, термін, прийнятий для позначення транспортних споруд (на залізницях, автомобільних і міських дорогах), що влаштовуються при перетині річок, ярів, гірських хребтів, зустрічних доріг і ін. перешкод. Найменування «Ш. с.» умовно, воно встановилося у зв'язку із складністю їх будівництва в порівнянні з полотном залізниці, автомобільної або міської дороги. Найпоширеніші Ш. с. на залізницях і автомобільних дорогах: мости, віадуки, шляхопроводи, естакади, водопропускні труби під насипами, лотки, бистротоки і ін. До дорожніх Ш. с. відносяться також тунелі, протиобвальні і снігозахисні галереї, підпірні стінки і ін. спеціальні споруди, що зводяться на гірських дорогах. Ш. с. в містах — транспортні тунелі і шляхопроводи для розв'язки руху в різних рівнях, надземні і підземні переходи. Ш. с. на автомобільних дорогах і в містах роблять переважно залізобетонними. Вартість Ш. с. становить 10—15 % від загальної вартості дороги. На сучасних швидкісних автомобільних дорогах, що перетинають усі зустрічні дороги в різних рівнях, а також на гірських дорогах, вартість Ш. с. досягає 30—40 %.